# Grigori Iwanowitsch Ugrjumow

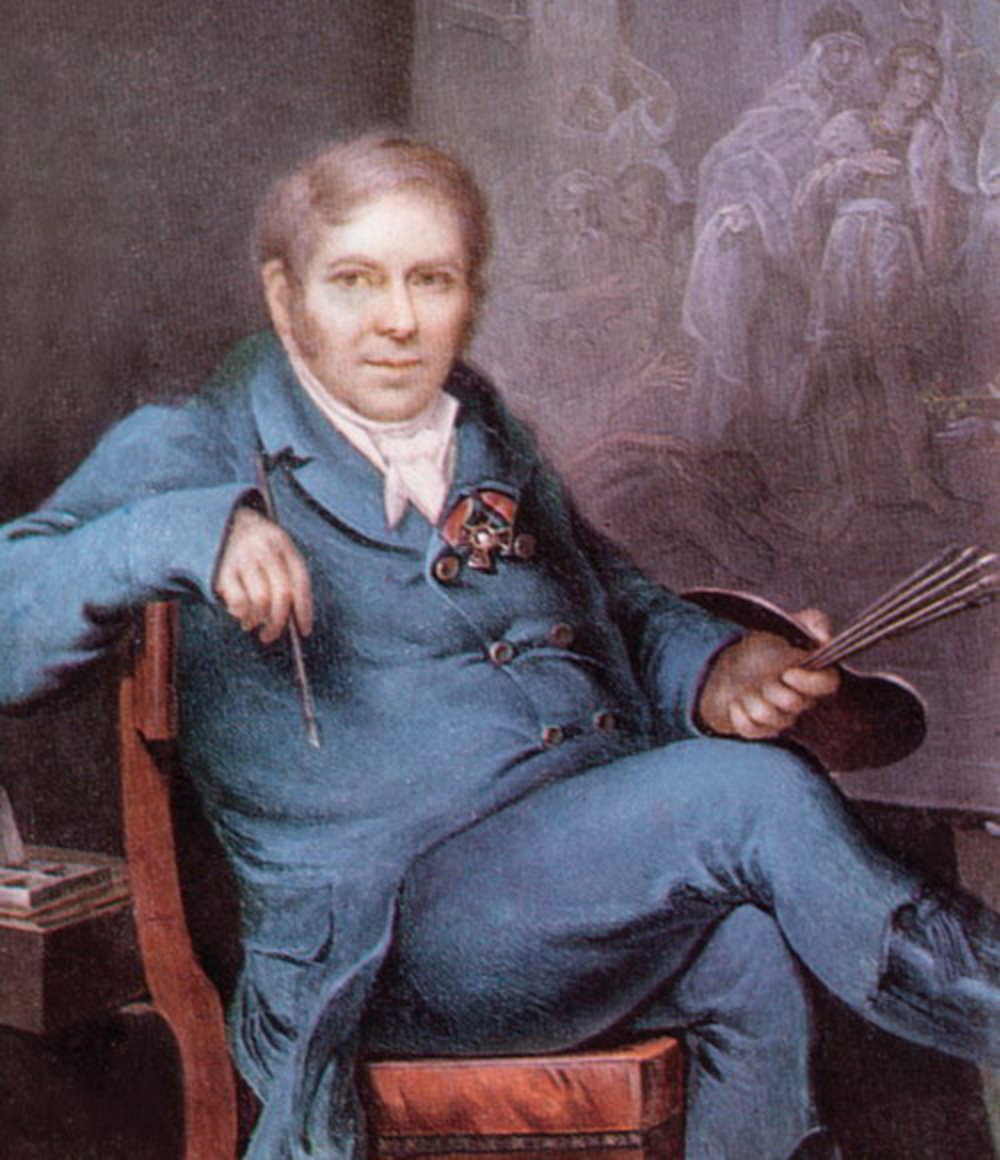
Grigori Iwanowitsch Ugrjuminow

Grigori Iwanowitsch Ugrjumow (russisch Григорий Иванович Угрюмов; * 30. Apriljul. / 11. Mai 1764greg. in Moskau, Russisches Kaiserreich; † 16. Märzjul. / 28. März 1823greg. in Sankt Petersburg) war ein russischer klassizistischer Maler.

## Leben
Grigori Ugrjumow begann bereits im Alter von sechs Jahren ein Studium an der Sankt Petersburger Kunstakademie, das er 1785 abschloss. Für sein 1785 entstandenes Gemälde Hagar und Ismael in der Wüste erhielt er die Goldmedaille der Kunstakademie und erhielt 1797 eine Rente der Akademie. Im Anschluss absolvierte er bis 1790 einen Aufenthalt an der Accademia di San Luca in Rom, wo er die Werke von Paolo Veronese und Guido Reni studierte. Nach seiner Rückkehr wurde er 1791 Lehrer an der Sankt Petersburger Kunstakademie und wurde 1797 Mitglied der Akademie. Er nahm 1800 eine Professur an der Kunstakademie an und war zuletzt von 1820 bis zu seinem Tode 1823 schließlich Rektor der Sankt Petersburger Kunstakademie. Zu seinen Schülern gehörten Dmitri Iwanowitsch Iwanow, Wassili Kozmich Schebujew, Alexei Jegorowitsch Jegorow und Orest Adamowitsch Kiprenski.
Seine Gemälde zeichnen sich trotz all ihrer konventionellen Theatralität und kompositorischen Künstlichkeit, die für die historische Malerei des Klassizismus charakteristisch sind, durch eine Anziehungskraft auf Themen der Nationalgeschichte, auf die heroische Erregung von Bildern, die Individualisierung von Charakteren und die Übertragung komplexer Bewegungen aus. Zu bekannten Werken zählen die beiden 1800 entstandenen Gemälde Die Wahl von Michail Romanow zum Zaren und Iwan der Schreckliche nach der Eroberung von Kasan, die sich beide im Russischen Museum in Sankt Petersburg ausgestellt sind. Sein Werk übte einen gewissen Einfluss auf die russische Historienmalerei aus, die sich der heroischen Vergangenheit des russischen Volkes zuwandte. Er malte ferner auch Porträts sowie Gemälde für die neu gebaute Michaelsburg und die Kasaner Kathedrale.

## Werke

Werkauswahl
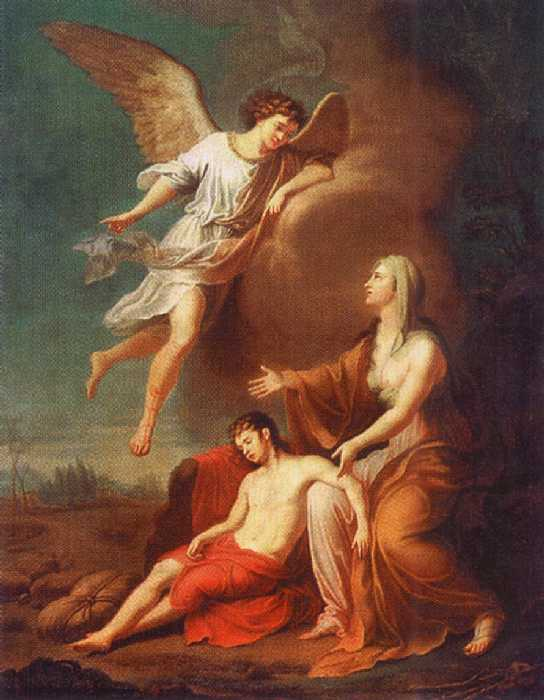
Hagar und Ismael in der Wüste (1785)
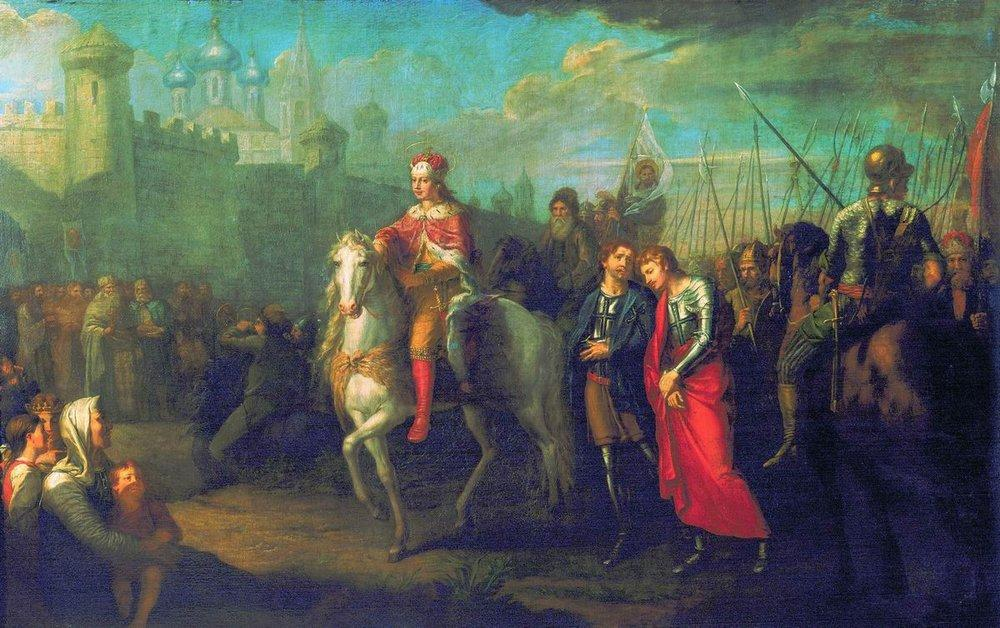
Alexander Jaroslawitsch Newski in Pskow nach dem Sieg über den Deutschen Orden (1793)
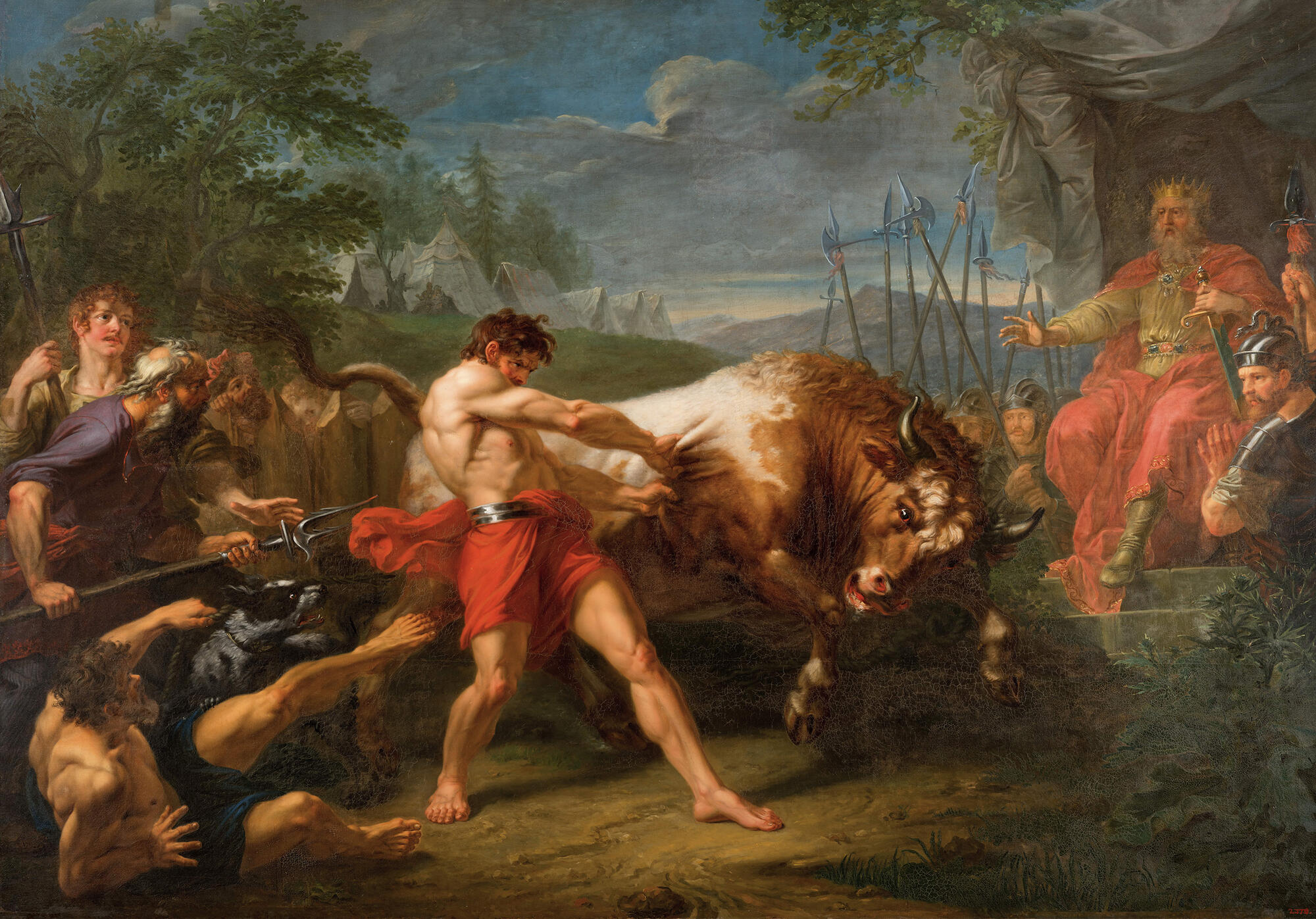
Jan Usmar beweist seine Stärke (1797)

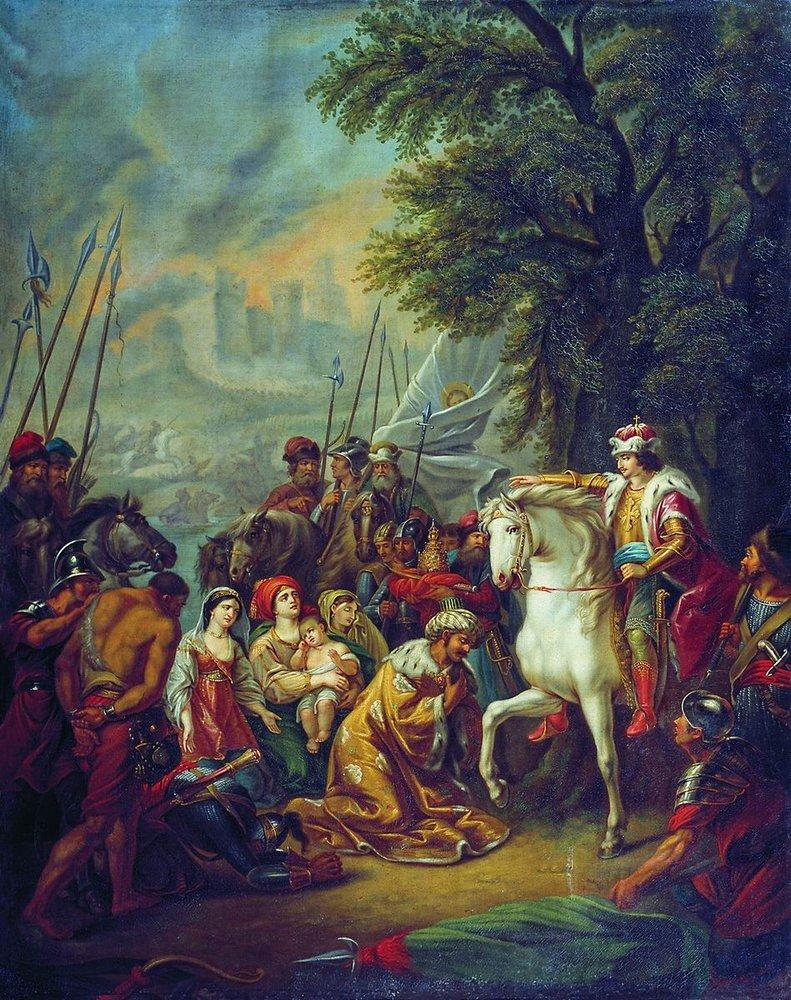
Iwan der Schreckliche nach der Eroberung von Kasan (1800)
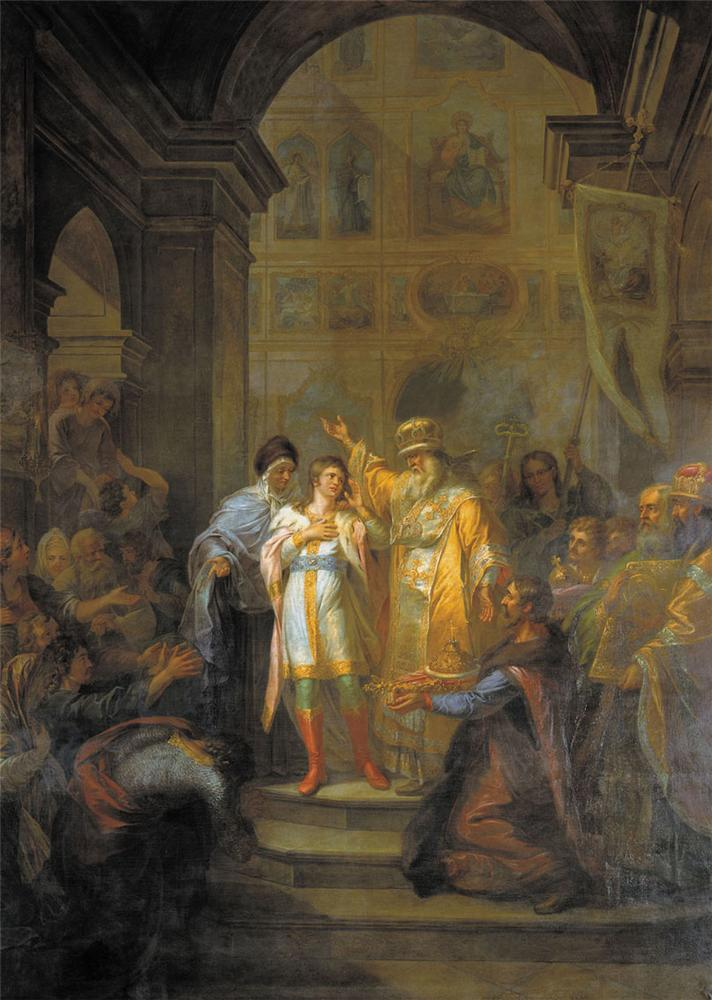
Die Wahl von Michail Romanow zum Zaren (1800)
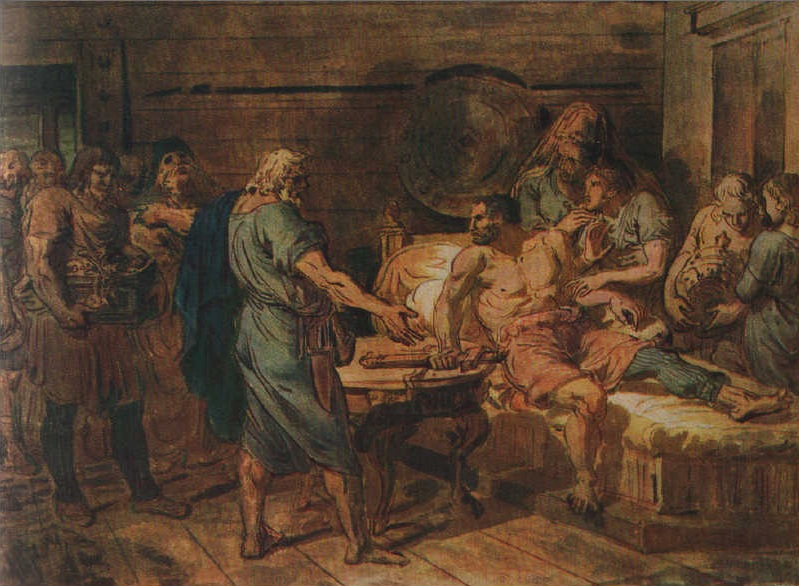
Kusma Minin appelliert an Herzog Dmitri Michailowitsch Poscharski, das Vaterland zu retten (1800)
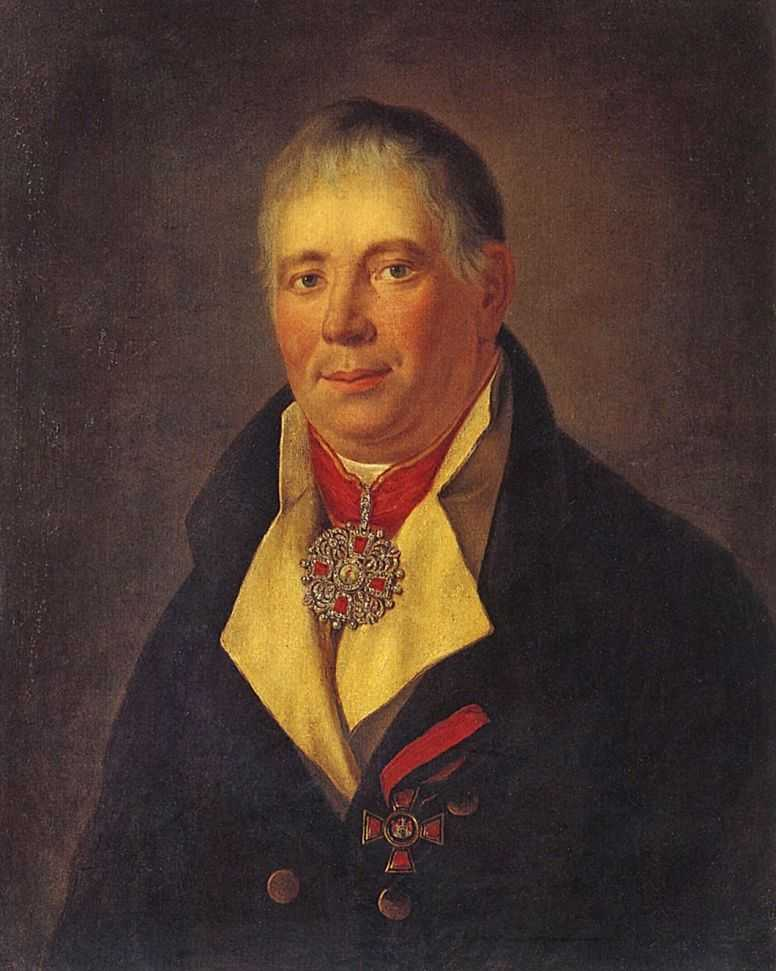
I. K. Kamenezkyj (1810)

## Hintergrundliteratur
- S. Sonova: Г. И. Угрюмов, (G. I. Ugrjumow), 1966